# Oberwestrich
Oberwestrich ist ein kleiner, ländlicher Stadtteil von Erkelenz im Kreis Heinsberg in Nordrhein-Westfalen. Oberwestrich liegt in einem ursprünglich für den Tagebaus Garzweiler II geplanten Abbaugebiet, weshalb der Ort abgebaggert werden sollte und seit 2016 nach Oberwestrich (neu) nördlich von Erkelenz umgesiedelt wurde. Im Oktober 2022 entschied sich RWE gegen die Nutzung der Braunkohlevorkommen unter dem Ort, dieser bleibt deshalb erhalten.

## Geografie

### Lage
Oberwestrich liegt am Rande der Erkelenzer Börde.

### Nachbarorte
Nachbarorte von Oberwestrich sind im Norden Unterwestrich, im Osten Keyenberg, im Süden Holzweiler und im Süd-Westen Berverath.

## Geschichte

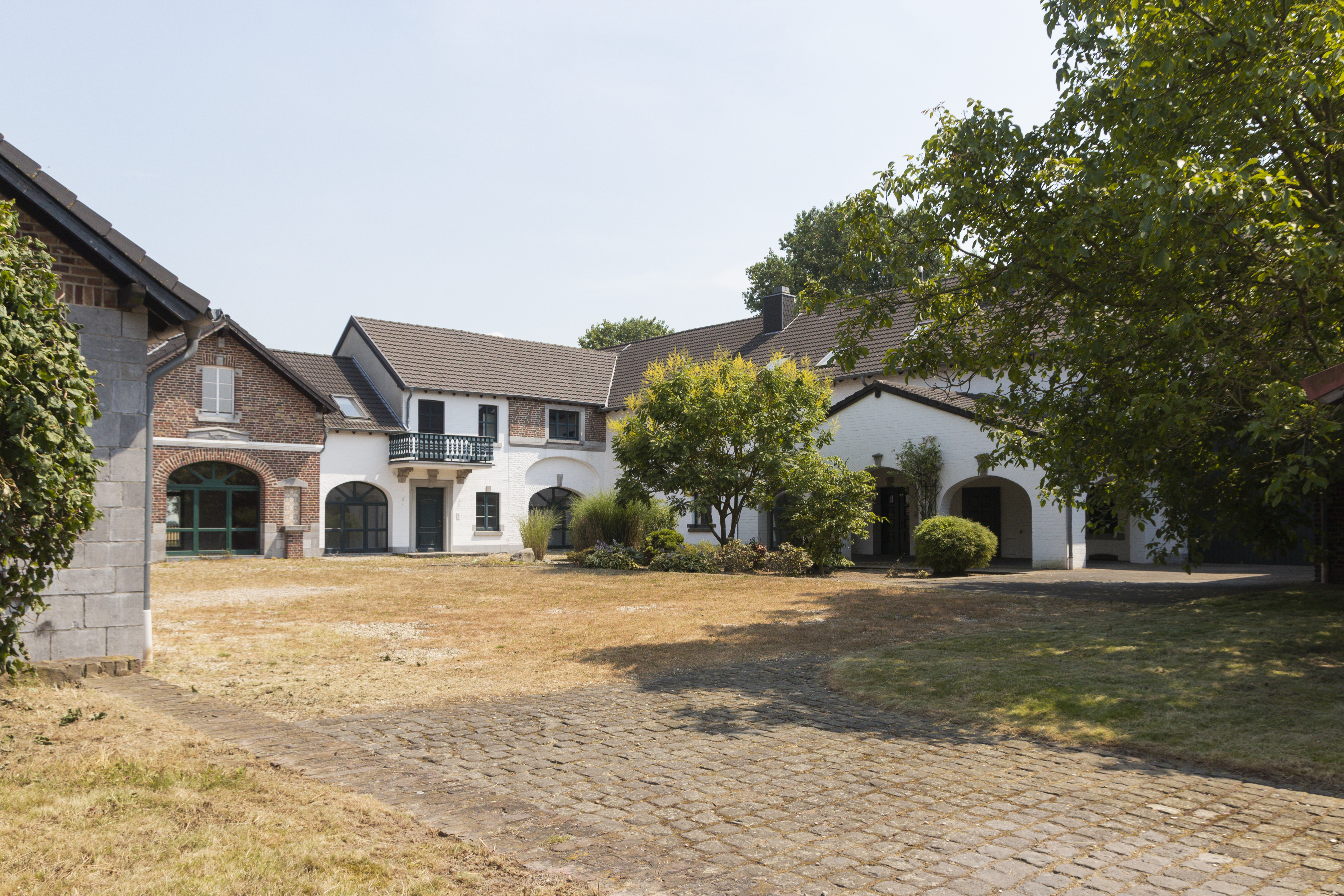
Typische Hofanlage in Oberwestrich

1377 wurde ein freiadeliger Hof, der Hoyve tot Westrich erstmals genannt. Die Benediktiner Abtei Gladbach besaß von 1285 bis 1794 Zinsgüter in Westrich. Das Kreuzherrenkloster von Wickrath hatte einen Erbpachthof, dieser wurde an die Erbpächter verpachtet.
Oberwestrich gehörte im Mittelalter und in der Frühen Neuzeit zum benachbarten Ort Keyenberg. Während der französischen Zeit von 1794 bis 1814 gehörte Oberwestrich zur Mairie Kuckum und von 1816 bis 1935 zur Bürgermeisterei Keyenberg. 1935 wurde diese Bürgermeisterei aufgelöst und in das Amt Holzweiler eingegliedert. Am 1. Januar 1972 gelangte Oberwestrich zur Stadt Erkelenz.
Oberwestrich liegt im ursprünglich geplanten Abbaugebiet des von RWE Power betriebenen Tagebau Garzweiler. Zusammen mit Keyenberg, Berverath, Kuckum und Unterwestrich bildete Oberwestrich die dritte Umsiedlungsphase im Plangebiet Garzweiler II. Die fünf Orte wurden seit 2016 gemeinsam an einen Standort nördlich von Erkelenz umgesiedelt. Der Umsiedlungsort für Oberwestrich heißt Oberwestrich (neu). Eine politische Entscheidung über die Weiterführung des Tagebaus Garzweiler und die Devastierung der Ortschaft wurde im März 2021 bis Ende 2026 ausgesetzt. Im Oktober 2022 kündigte RWE an, die Vorkommen unter dem Ort nicht zu nutzen.

### Bevölkerungsentwicklung
Einwohnerzahlen der Ortschaft Oberwestrich (Einwohnerzahlenentwicklung durch die Umsiedlung)
| Jahr | Ew. |
| ---- | --- |
| 2016 | 20  |
| 2017 | 19  |
| 2018 | 20  |
| 2019 | 12  |
| 2020 | 9   |
| 2021 | 9   |
| 2022 | 8   |

### Ortsname
Im Jahre 1285 wurde erstmals der Ort Westrich urkundlich erwähnt. Der Name lässt sich von den zwei althochdeutschen Wörtern westar (= westlich) und richi (=Reich, Landstrich) ableiten und bezieht sich auf den Nachbarort Kuckum.

### Westricher Mühle
Südlich von Oberwestrich und östlich von Berverath liegt die Einzelsiedlung Westricher Mühle. Mit ihrem Namen erinnert sie an die Westricher Windmühle, eine Turmwindmühle, die um 1800 erbaut worden war. Um 1930 wurde der Mahlbetrieb eingestellt und die Mühle abgebrochen.

### Religion
Die Bevölkerung ist mehrheitlich katholisch. Oberwestrich gehört schon immer zur Pfarre Keyenberg. Eine Kapelle ist nicht vorhanden. Da diese Pfarre seit 2010 aufgelöst und mit anderen ehemaligen Pfarren zur Pfarre St. Maria und Elisabeth Erkelenz fusioniert wurde, zählt nun auch Oberwestrich dazu.

## Sehenswürdigkeiten

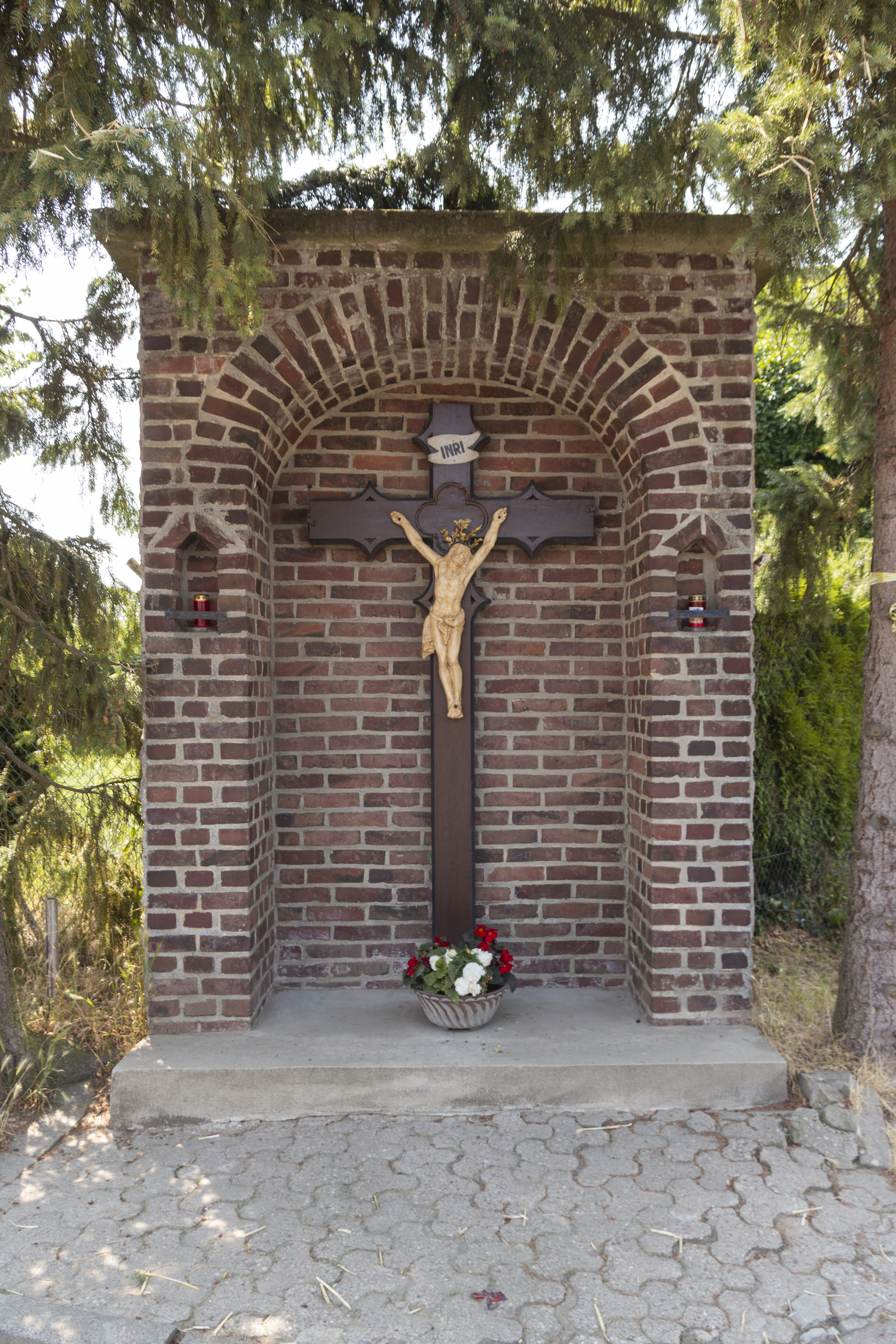
Wegekreuz aus dem 19. Jh. in Oberwestrich

- Neugotisches Wegekreuz aus Holz. Es steht in der Nische eines Ziegelsteinhäuschens.
- Zwei barocke Grabsteine aus dem 18. Jahrhundert stehen gegenüber dem Wegekreuz auf einem Privatgrundstück. Sie standen ursprünglich auf dem Friedhof in Bedburdyck.

## Verkehr

### Straße
Die Bundesautobahn 61 verläuft östlich von Oberwestrich und die nächste Anschlussstelle befindet sich bei Mönchengladbach-Wanlo.

### Schiene
Der nächste Bahnhof befindet sich in Mönchengladbach-Herrath, circa 4 Kilometer nordwestlich von Westrich.

### Bus
Die nächstgelegene Bushaltestelle Abzw. Oberwestrich liegt rund 300 Meter vom Ortskern entfernt. Die AVV-Buslinie EK1 der WestVerkehr verkehrt von hier wochentags nach Erkelenz, Keyenberg und Holzweiler.
Zudem verkehrt der Multi-Bus seit dem 9. Juni 2024 kreisweit erweitert und zu einheitlichen Bedienzeiten. Mehr Informationen gibt es bei WestVerkehr.
| Linie | Verlauf |
| ----- | --- |
| EK1   | (Erkelenz ZOB →) Erkelenz Bf → Wockerath → Terheeg → Venrath → Kuckum → (Berverath →) Unterwestrich → Abzw. Oberwestrich → Keyenberg → Holzweiler → Kückhoven → Immerath (neu) → Bellinghoven → Erkelenz Bf (→ Erkelenz ZOB) |